# Рибництво України
Рибництво України — галузь тваринництва України.

## Визначення в Україні
Згідно із Законом «Про аквакультуру», аквакультура (рибництво) — сільськогосподарська діяльність із штучного розведення, утримання та вирощування об'єктів аквакультури у повністю або частково контрольованих умовах для одержання сільськогосподарської продукції (продукції аквакультури) та її реалізації, виробництва кормів, відтворення біоресурсів, ведення селекційно-племінної роботи, інтродукції, переселення, акліматизації та реакліматизації гідробіонтів, поповнення запасів водних біоресурсів, збереження їх біорізноманіття, а також надання рекреаційних послуг.
Згідно із Водним кодексом України рибництво — штучне розведення і природне відтворення водних живих ресурсів.

## Обсяг ринку
Станом на жовтень 2014 річний обсяг ринку риби в Україні оцінюється Асоціацією рибалок України в 660 тис. тонн, або близько 18 млрд грн. Більше половини ринку забезпечується за рахунок імпорту. Жива риба в Україну постачається з Таїланду, Японії, Індонезії, охолоджена — з Норвегії, Туреччини та Греції, а морожена — з США, Великої Британії і Норвегії.
За 2013 рік українські риболовецькі підприємстваі і фізичні особи-підприємціо виловили і добули близько 225,8 тис. т. риби та інших водних біоресурсів, що в розрахунку на одного середньостатистичного мешканця становить близько 5 кг, з яких менше 0,2 кг припадає на внутрішні водойми. Водночас, за окремими експертними оцінками, щонайменше близько 10% обсягу риби і морепродуктів, що споживають українці, імпортується з-за кордону.
Найбільшу частку риби і водних живих ресурсів видобуто в морських економічних зонах інших держав — 42,8% від загального обсягу, тоді як у морській економічній зоні України було виловлено 34,9%. Близько 20,2% від загального обсягу припадало на внутрішні водойми, що майже вдвічі більше проти аналогічного показника, що був на початку 2000-х років.
Більше половини (54%) загального обсягу вилову риби і добування інших водних біоресурсів та 86% національного обсягу вилову у водах виключних (морських) економічних зон інших держав було одержано рибогосподарськими підприємствами м. Севастополя.